# Doirania
Doirania is een geslacht van vliesvleugeligen uit de familie Trichogrammatidae. De wetenschappelijke naam van dit geslacht is voor het eerst geldig gepubliceerd in 1928 door Waterston.

## Soorten
Het geslacht Doirania omvat de volgende soorten:
- Doirania elegans Pinto, 2004
- Doirania leefmansi Waterston, 1928
- Doirania longiclavata Yashiro, 1980